# Myron (genre)
Pour l’article homonyme, voir Myron.
Genre
Myron est un genre de serpents de la famille des Homalopsidae.

## Répartition
Les espèces de ce genre se rencontrent aux Moluques, en Nouvelle-Guinée et en Australie.

## Liste des espèces
Selon The Reptile Database (25 nov. 2011) :
- Myron karnsi Murphy, 2011
- Myron resetari Murphy, 2011
- Myron richardsonii Gray, 1849

## Publication originale
- Gray, 1849 : Catalogue of the specimens of snakes in the collection of the British Museum. London, p. 1-125 (texte intégral).